# Nadine Hampel

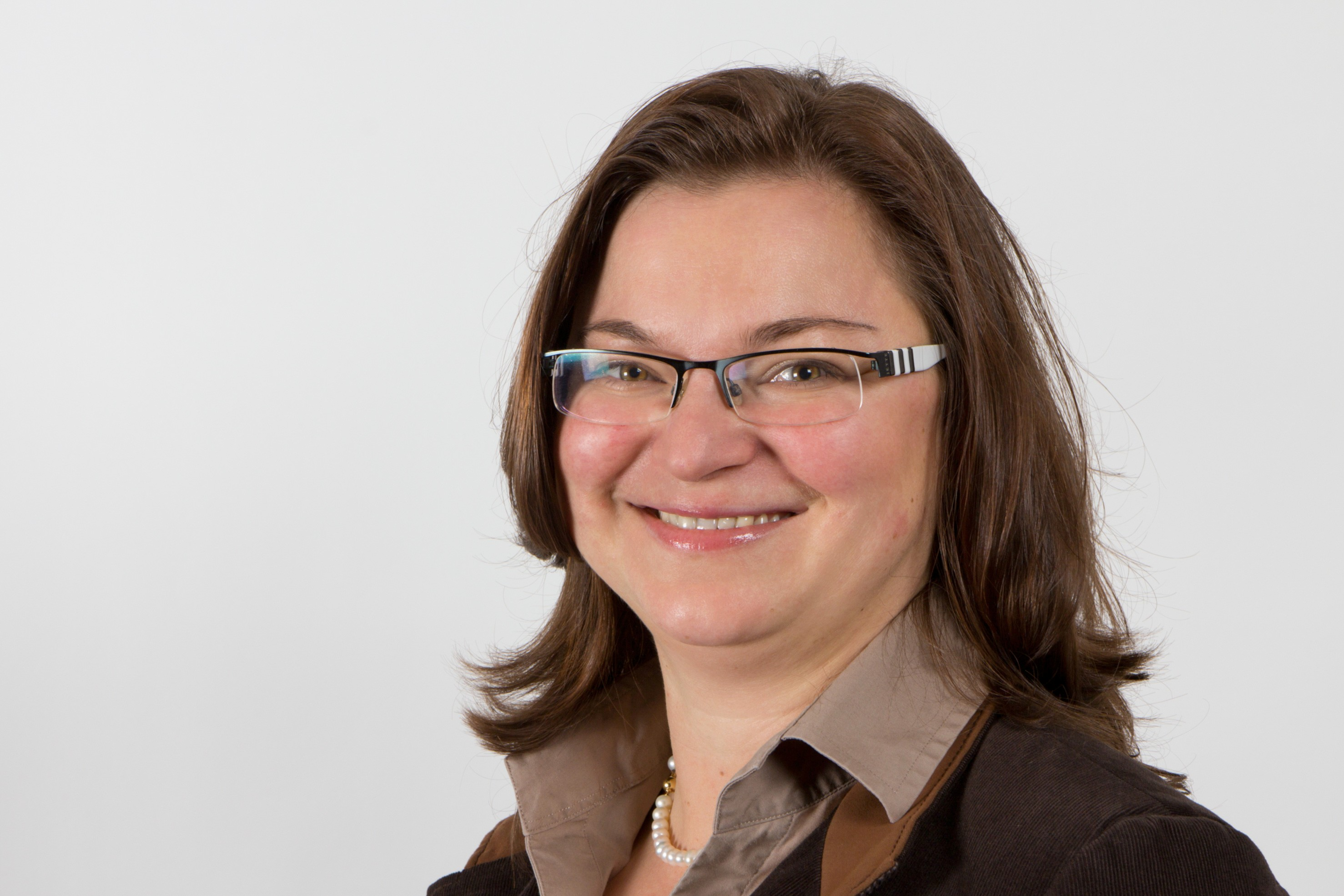
Nadine Hampel, 2012

Nadine Hampel (* 15. Februar 1975 in Sangerhausen) ist eine deutsche SPD-Politikerin. Sie war von 2006 bis 2016 Abgeordnete im Landtag von Sachsen-Anhalt.

## Leben und Beruf
Nach Abschluss der Realschule im Jahr 1990 und Abitur im Jahr 1993 studiert Nadine Hampel an der Martin-Luther-Universität in Halle (Saale) Rechtswissenschaften. Ihr erstes juristisches Staatsexamen legte sie 1998 ab. Vier Jahre danach folgte das zweite juristische Staatsexamen. Seit 2003 ist Hampel Rechtsanwältin.

## Politik
2004 tritt Hampel in die SPD ein. Von 2004 bis 2006 ist sie stellvertretende Juso-Kreisvorsitzende des SPD-Kreisverband Sangerhausen. Von 2006 bis 2008 Mitglied im Juso-Landesvorstand von Sachsen-Anhalt, seit 2007 ist im Ortsvereinsvorstand von Sangerhausen.
Von 2005 bis 2006 ist sie Kreisvorsitzende des SPD-Kreisverband Sangerhausen und von 2006 bis 2016 Mitglied des Landtages von Sachsen-Anhalt. Von 2007 bis 2010 ist sie Mitglied im Kreistag des Landkreises Mansfeld-Südharz. Von 2006 bis 2008 ist sie stellvertretende Kreisvorsitzende und von 2008 bis 2010 Beisitzer im Kreisvorstand des SPD Kreisverband Mansfeld-Südharz. Seit 2010 ist sie stellvertretende Kreisvorsitzende.
Seit 2010 ist Hampel Mitglied im Stadtrat der Kreisstadt Sangerhausen und Vorstandsmitglied der Landesarbeitsgemeinschaft der Selbstständigen in der SPD Sachsen-Anhalt.

### Abgeordnete
Dem Landtag von Sachsen-Anhalt gehörte sie von 2006 bis zu ihrem Mandatsverzicht im August 2016, mit einer kurzen Unterbrechung von März bis Mai 2016, an und vertrat die Wahlkreise Sangerhausen, Staßfurt, Aschersleben und Eisleben. Sie war Mitglied im Ausschuss für Arbeit, Soziales und Integration, im Petitionsausschuss und im Ausschuss für Recht, Verfassung und Gleichstellung. Außerdem war sie Sprecherin für Soziales, Justiz und Tourismus der SPD-Landtagsfraktion. Sie ist stellvertretende Fraktionsvorsitzende im Stadtrat der Stadt Sangerhausen.

## Weitere Tätigkeiten
- Mitglied der AWO Quedlinburg
- Botschafterin für die Harzer Tafel
- Mitglied der IG BAU
- Fördermitglied Storchenhof Loburg
- Vorstandsmitglied des Fördervereins des Biosphärenreservats „Karstlandschaft Südharz“ (ZIS)
- Mitglied im Beirat des Biosphärenreservats Karstlandschaft Südharz
- Mitglied im Verein für Nationale und Internationale Kontakte und Kooperation